# Sympycnus globulitarsis
Sympycnus globulitarsis är en tvåvingeart som beskrevs av Becker 1922. Sympycnus globulitarsis ingår i släktet Sympycnus och familjen styltflugor.
Artens utbredningsområde är Peru. Inga underarter finns listade i Catalogue of Life.